# 本村 (茅ヶ崎市)
本村（ほんそん）は、神奈川県茅ヶ崎市の町名。現行行政地名は本村一丁目から本村五丁目。住居表示実施済区域。

## 地理
茅ヶ崎市の中央部に位置し、東に松林と小桜町、南に若松町と幸町、西に元町、西と北西に茅ヶ崎、北に高田、北東に室田と接している。

### 地価
住宅地の地価は、2023年（令和5年）1月1日の公示地価によれば、本村2-1-36の地点で19万8000円/m2となっている。

## 歴史

### 沿革
- 1966年（昭和41年）7月1日 - 住居表示の実施に伴い、大字茅ヶ崎の各一部を分離し、本村一丁目から本村二丁目を新設[5][7]。
- 1983年（昭和56年）9月1日 - 住居表示の実施に伴い、大字茅ヶ崎の各一部を分離し、本村三丁目から本村四丁目を新設[5][7]。
- 1985年（昭和60年）2月1日 - 住居表示の実施に伴い、大字茅ヶ崎の各一部を分離し、本村五丁目を新設[5][7]。

## 世帯数と人口
2023年（令和5年）9月1日現在（茅ヶ崎市発表）の世帯数と人口は以下の通りである。
| 丁目       | 世帯数    | 人口    |
| ---------- | --------- | ------- |
| 本村一丁目 | 662世帯   | 1,402人 |
| 本村二丁目 | 439世帯   | 954人   |
| 本村三丁目 | 547世帯   | 1,343人 |
| 本村四丁目 | 829世帯   | 1,796人 |
| 本村五丁目 | 920世帯   | 1,952人 |
| 計         | 3,397世帯 | 7,447人 |

### 人口の変遷
国勢調査による人口の推移。
| 年                 | 人口  |
| ------------------ | ----- |
| 1995年（平成7年）  | 6,346 |
| 2000年（平成12年） | 6,481 |
| 2005年（平成17年） | 6,875 |
| 2010年（平成22年） | 7,151 |
| 2015年（平成27年） | 7,335 |
| 2020年（令和2年）  | 7,333 |

### 世帯数の変遷
国勢調査による世帯数の推移。
| 年                 | 世帯数 |
| ------------------ | ------ |
| 1995年（平成7年）  | 2,263  |
| 2000年（平成12年） | 2,440  |
| 2005年（平成17年） | 2,720  |
| 2010年（平成22年） | 2,905  |
| 2015年（平成27年） | 3,120  |
| 2020年（令和2年）  | 3,219  |

## 学区
市立小・中学校に通う場合、学区は以下の通りとなる（2023年3月時点）。
| 丁目       | 番・番地等          | 小学校               | 中学校               |
| ---------- | ------------------- | -------------------- | -------------------- |
| 本村一丁目 | 全域                | 茅ヶ崎市立梅田小学校 | 茅ヶ崎市立梅田中学校 |
| 本村二丁目 | 全域                | 茅ヶ崎市立梅田小学校 | 茅ヶ崎市立梅田中学校 |
| 本村三丁目 | 1〜3番              | 茅ヶ崎市立梅田小学校 | 茅ヶ崎市立梅田中学校 |
| 本村三丁目 | 4〜20番             | 茅ヶ崎市立松林小学校 | 茅ヶ崎市立松林中学校 |
| 本村四丁目 | 全域                | 茅ヶ崎市立梅田小学校 | 茅ヶ崎市立梅田中学校 |
| 本村五丁目 | 1〜2番 6番 11〜13番 | 茅ヶ崎市立梅田小学校 | 茅ヶ崎市立梅田中学校 |
| 本村五丁目 | 3〜5番 7〜10番      | 茅ヶ崎市立円蔵小学校 | 茅ヶ崎市立円蔵中学校 |
| 本村五丁目 | 14〜17番            | 茅ヶ崎市立室田小学校 | 茅ヶ崎市立円蔵中学校 |
| 本村五丁目 | 18〜20番            | 茅ヶ崎市立室田小学校 | 茅ヶ崎市立松林中学校 |

- 本村の一部は特認地域である。

## 事業所
2021年（令和3年）現在の経済センサス調査による事業所数と従業員数は以下の通りである。
| 丁目       | 事業所数  | 従業員数 |
| ---------- | --------- | -------- |
| 本村一丁目 | 33事業所  | 385人    |
| 本村二丁目 | 24事業所  | 864人    |
| 本村三丁目 | 29事業所  | 341人    |
| 本村四丁目 | 47事業所  | 426人    |
| 本村五丁目 | 36事業所  | 1,146人  |
| 計         | 169事業所 | 3,162人  |

### 事業者数の変遷
経済センサスによる事業所数の推移。
| 年                 | 事業者数 |
| ------------------ | -------- |
| 2016年（平成28年） | 165      |
| 2021年（令和3年）  | 169      |

### 従業員数の変遷
経済センサスによる従業員数の推移。
| 年                 | 従業員数 |
| ------------------ | -------- |
| 2016年（平成28年） | 2,072    |
| 2021年（令和3年）  | 3,162    |

## 交通
- 国道1号
- 神奈川県道404号遠藤茅ヶ崎線

## 施設
- 神奈川県立茅ケ崎高等学校
- 京急茅ヶ崎自動車学校
- 茅ヶ崎市立病院
- 八王子神社
- TOTO茅ヶ崎工場
- 茅ヶ崎松林郵便局

## その他

### 日本郵便
- 郵便番号 : 253-0042[3]（集配局 : 茅ヶ崎郵便局[17]）。